# Camponotus concolor
Camponotus concolor är en myrart som beskrevs av Auguste-Henri Forel 1891. Camponotus concolor ingår i släktet hästmyror, och familjen myror. Inga underarter finns listade.

## Bildgalleri

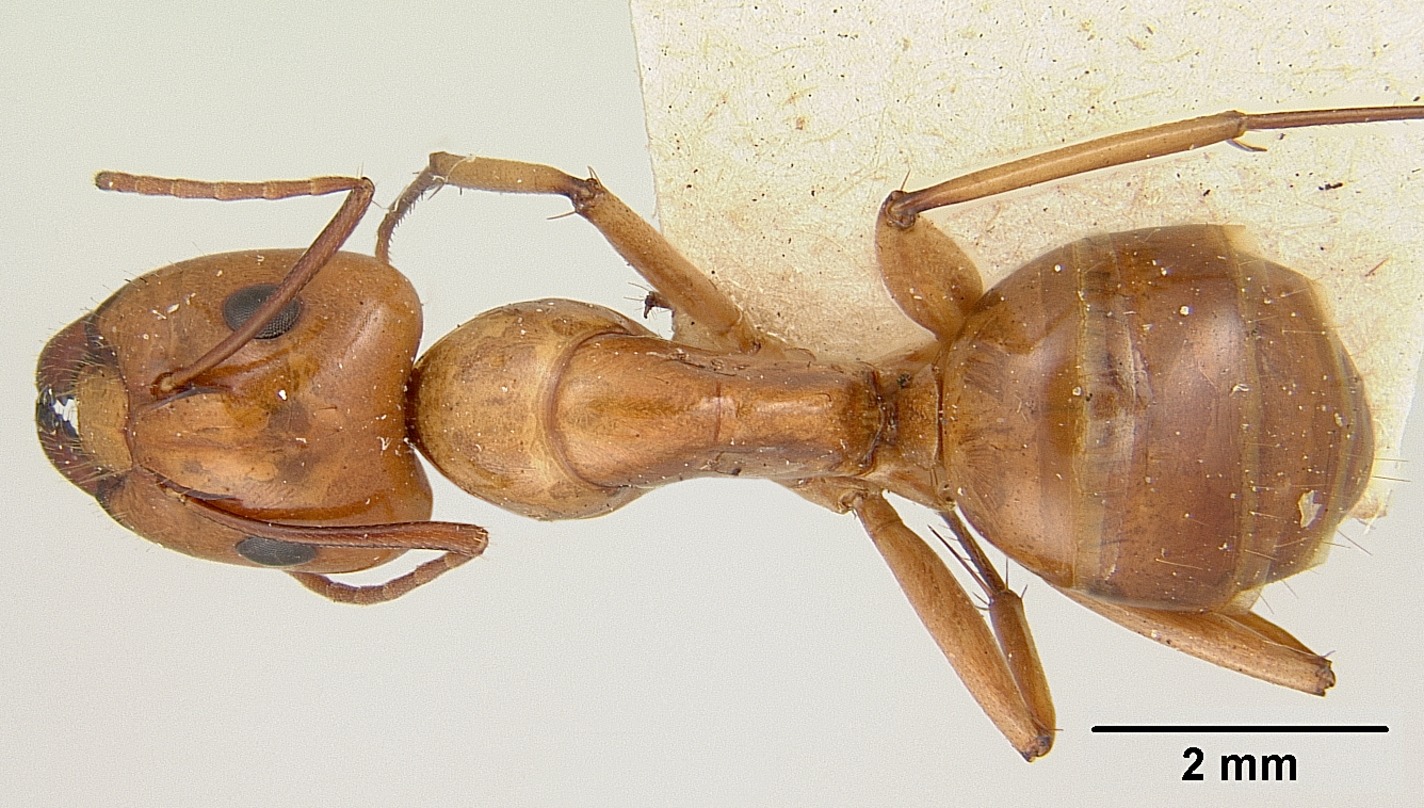
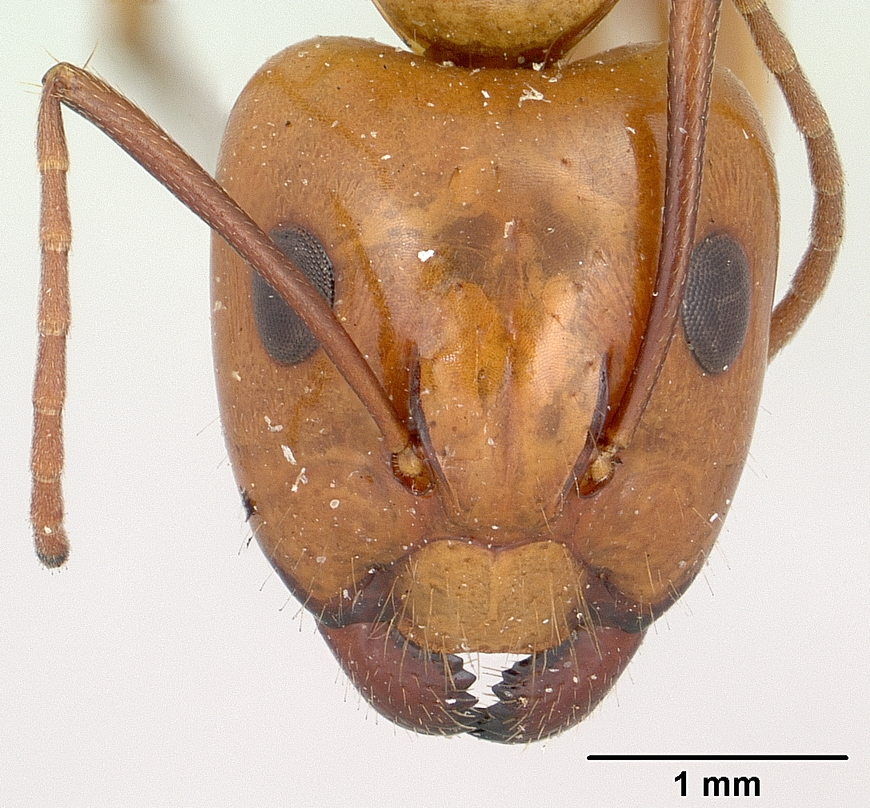
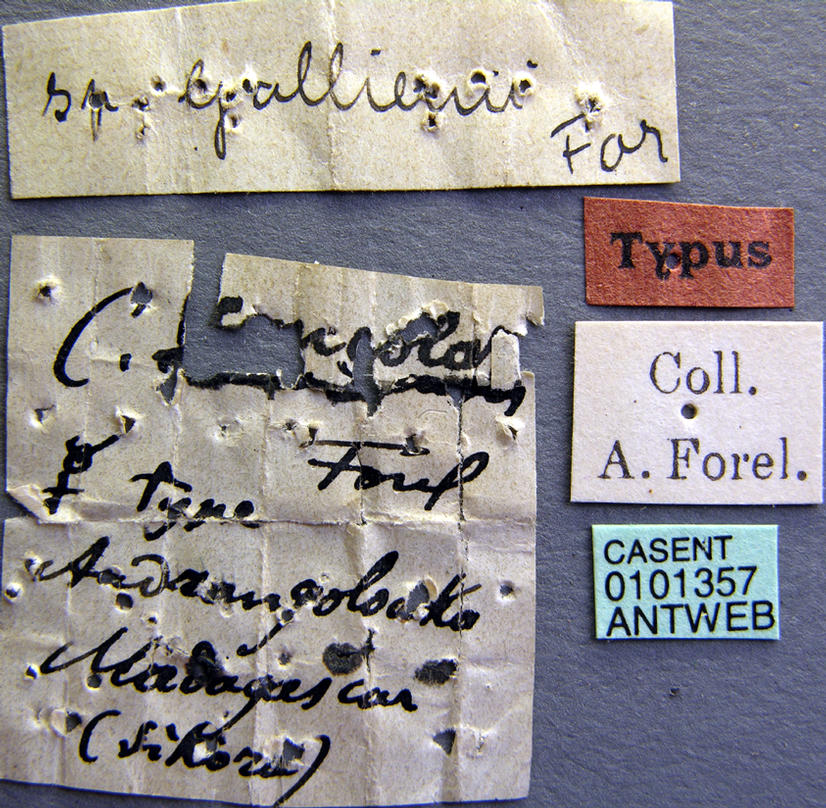
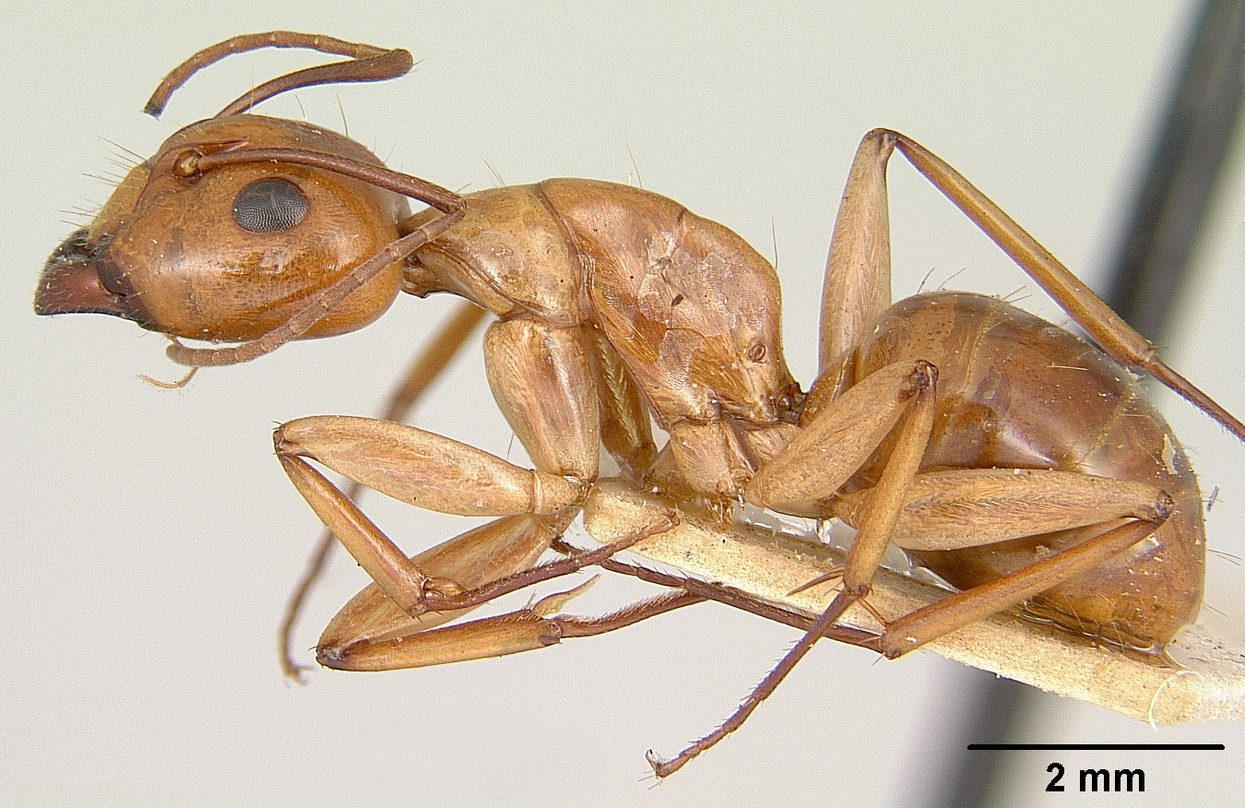
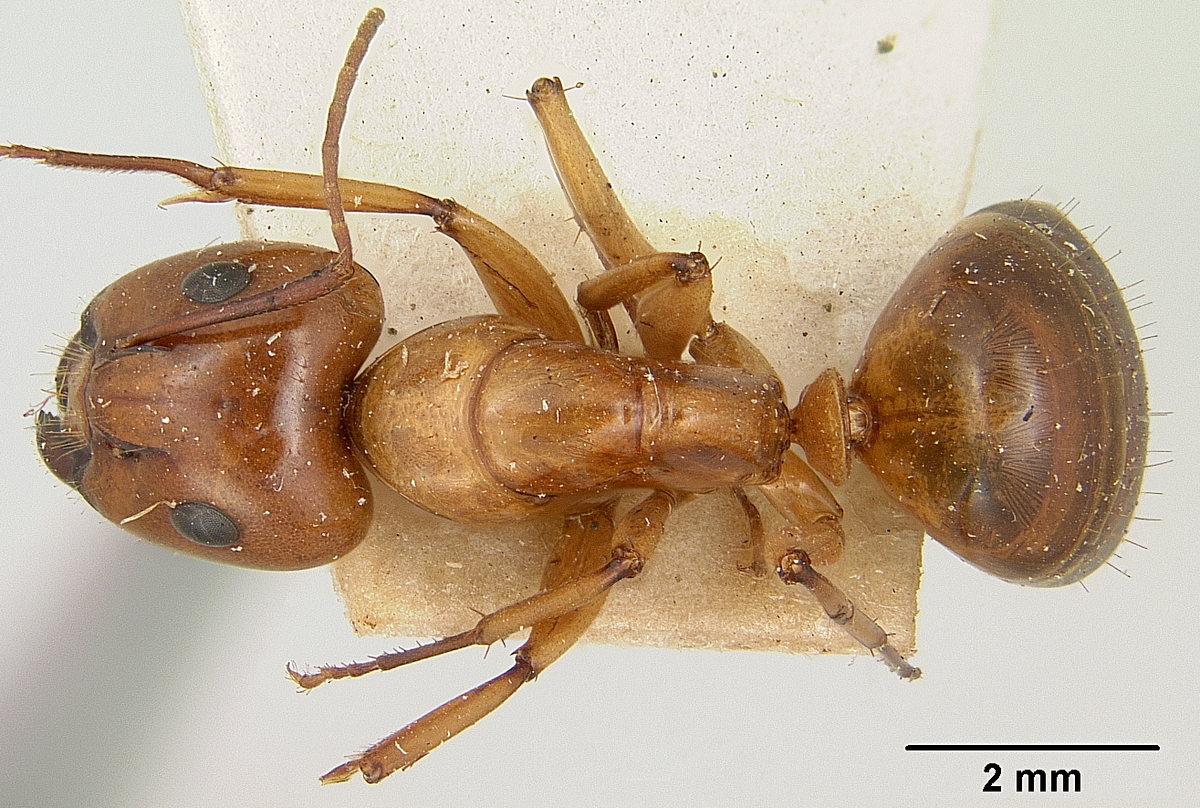
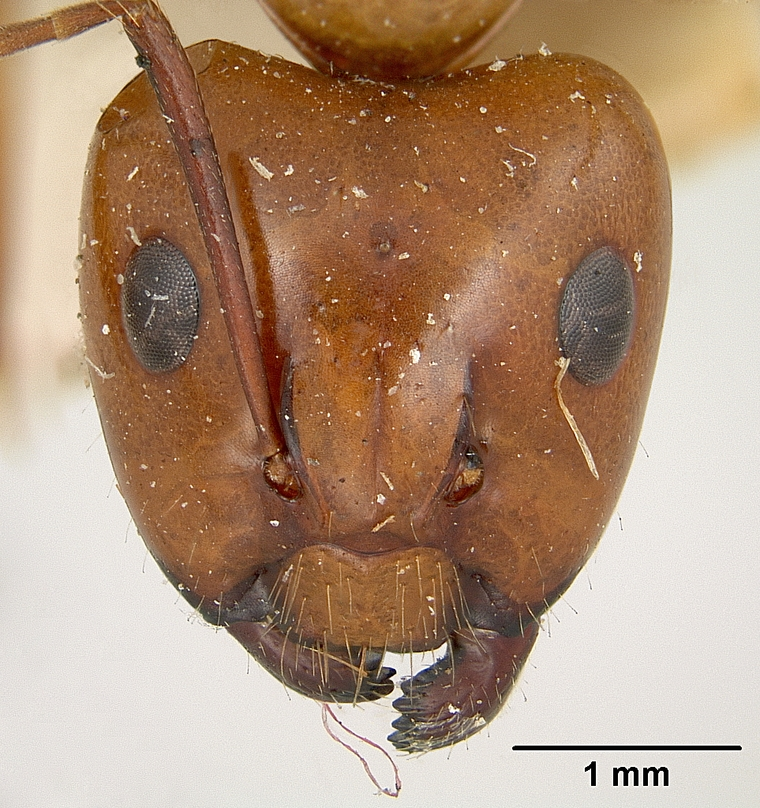